# SHINHWA GRAND TOUR 'The Return'
《SHINHWA GRAND TOUR 'The Return'》(혹은 신화 14주년 콘서트)은 그룹 신화의 10집 발표를 기반으로 개최된 콘서트 투어이다.

## 개요
2011년 8월 설립 소식과 동시에 신화의 10집 컴백을 예고한 바 있는 신화의 매니지먼트사 신화컴퍼니는 2012년 1월 25일, 콘서트 일정을 확정하였고 2월 1일에는 콘서트 티저 영상이 공개되었다. 또한 2월 13일에 인터파크를 통해 예매가 진행되었다. 2008년 열렸던 신화의 10주년 콘서트가 열렸던 올림픽체조경기장에서 열리게 되어 의미를 더하였으며 신화는 본 콘서트를 통해 2019년까지 매년 신화의 데뷔일에 발맞춰 콘서트를 개최하였다. 정규 10집 〈Venus〉의 활동 마무리 후 본격적인 해외 투어를 이어갔으며 10회의 공연을 통해 약 10만여명의 관객을 동원하였다.

## 일화

### 신혜성의 부상
평소 무릎이 약하기로 알려져 있는 신혜성이 서울에서의 2일차 공연의 앙코르 무대에서 'Yo!'를 부르기 위해 펌핑을 타고 무대에 등장하다가 평소 좋지 않았던 무릎 인대에 다시 부상을 입어 인근 병원 응급실로 후송되는 사고가 발생했다. 신혜성은 앞서 2001년에도 MBC 〈일요일 일요일 밤에 - 게릴라 콘서트〉에서 마지막 곡인 〈Hey, Come On!〉을 부르던 중 덤블링을 하다 무릎을 다친 사고를 당한 바 있다. 이로 인해 정규 10집 〈Venus〉의 활동 기간 내내 퍼포먼스 대열에는 함께하지 못한 채 가만히 서있는 채로 자신의 파트만 부르고 퇴장해야 했다. 이후 부상을 회복한 뒤 2012년 4월 30일 가졌던 상해 공연을 통해 퍼포먼스에 합류하였다.

### 특수효과의 부재
서울에서의 첫 공연에서 2012년 핵안보정상회의를 통한 핵물질 사용 차단의 여파로 폭죽과 같은 특수효과는 볼 수 없었다. 김동완이 오프닝 멘트를 통해 이에 대한 양해를 구한 바 있으며 기자회견에서 폭죽대신 물을 많이 뿌려서 무대가 미끄러워졌다고 밝히기도 했다.

## 투어 일정
| 일정            | 도시     | 국가     | 장소               | 관객 동원     |
| --------------- | -------- | -------- | ------------------ | ------------- |
| 2012년 3월 24일 | 서울     | 대한민국 | 올림픽체조경기장   | 통산 20,000명 |
| 2012년 3월 25일 | 서울     | 대한민국 | 올림픽체조경기장   | 통산 20,000명 |
| 2012년 4월 30일 | 상해     | 중국     | 상해 대무대        | 8,000명       |
| 2012년 5월 12일 | 대북     | 대만     | 남항 전람관        | 8,000명       |
| 2012년 5월 29일 | 횡빈     | 일본     | 요코하마 아레나    | 통산 20,000명 |
| 2012년 5월 30일 | 횡빈     | 일본     | 요코하마 아레나    | 통산 20,000명 |
| 2012년 6월 2일  | 신호     | 일본     | 고베 월드 기념 홀  | 10,000명      |
| 2012년 6월 16일 | 싱가포르 | 싱가포르 | 레조트 월드 센토사 | 5,000명       |
| 2012년 6월 30일 | 광주     | 중국     | 광저우 체육관      | 8,000명       |
| 2012년 7월 7일  | 북경     | 중국     | 완스다 중신        | 8,000명       |

## 세트 리스트
- Opening VCR -
- T.O.P (Twinkling Of Paradise)
- Hey, Come On!

- Ment -
- 다시 한 번만
- 흔적 (Destiny Of Love)

- VCR #2 (신화의 Talk Time No.1) -
- Wild Eyes
- Perfect Man

- Ment -
- Time Machine
- How Do I Say_Rock & Roll Ver.
- 으쌰! 으쌰!

- VCR #3 (신화의 Talk Time No.2) -
- 괜찮아요 (Gonna Be Alright)
- On The Road
- 해결사 (The Solver)
- RUN

- Ment -
- 중독 (Deep Sorrow)
- 너의 결혼식 (Wedding)

- Ment -

- VCR #4 (신화 창조 이야기) -
- Once In a Lifetime
- I Pray 4 U
- Jam #1

- Ment -
- Hurts

- VCR #5 (Venus Teaser) -
- Venus

- Ment -
- Brand New

- Encore -
- 붉은 노을 (Red Sunset)
- Yo! (악동보고서)

- Band & Dancer Introduction -
- Oh!

- Opening VCR -
- T.O.P (Twinkling Of Paradise)
- Hey, Come On!

- Ment -
- 열병 (Crazy)
- 흔적 (Destiny Of Love)

- VCR #2 (전진의 이야기) -
- Wild Eyes
- Perfect Man

- Ment -
- Time Machine
- How Do I Say_Rock & Roll Ver.
- 으쌰! 으쌰!

- VCR #3 (Be My Love MV) -
- Re-Love
- On The Road

- Ment -
- 중독 (Deep Sorrow)
- 너의 결혼식 (Wedding)

- Ment -

- VCR #4 -
- Once In A Lifetime

- Ment -
- I Pray 4 U

- Ment -
- Hurts

- VCR #5 (Venus Teaser) -
- Venus

- Ment / Lee Min-woo Birthday Celebration상해 -
- Brand New

- Encore -
- Yo! (악동보고서)
- Oh!

## 제작
- 주최/주관 : CJ E&M
- 후원 : 신화컴퍼니, 인터파크

## 관련 디스코그래피

### DVD
| 종류 | DVD 정보                                                                   |
| ---- | -------------------------------------------------------------------------- |
| DVD  | SHINHWA GRAND TOUR IN SEOUL 《The Return》 DVD - 발매일 : 2012년 12월 26일 |